# Milano-Sanremo 1991
La Milano-Sanremo 1991, ottantaduesima edizione della corsa e valida come evento d'apertura della Coppa del mondo di ciclismo su strada 1991, fu disputata il 23 marzo 1991, per un percorso totale di 294 km. Fu vinta dall'italiano Claudio Chiappucci, al traguardo con il tempo di 6h56'36" alla media di 42.343 km/h.
Partenza a Milano con 215 corridori di cui 143 portarono a termine il percorso.

## Resoconto degli eventi
Dopo 140 chilometri sempre all'attacco, Claudio Chiappucci arrivò all'ultima salita in fuga con il danese Sorensen, ormai rimasti in due da diversi chilometri con un vantaggio di circa 1 minuto. Al sesto tornante del Poggio, quando i due avevano circa un minuto e mezzo di vantaggio sul gruppo, Chiappucci scattò cercando di anticipare Sorensen (più veloce in volata). Completò da solo la salita del Poggio e la discesa verso Sanremo, vincendo la corsa con 45 secondi di vantaggio su Sorensen e 57 sul gruppo regolato allo sprint da Vanderaerden. 

## Ordine d'arrivo (Top 10)
| Pos. | Corridore          | Squadra      | Tempo    |
| ---- | ------------------ | ------------ | -------- |
| 1    | Claudio Chiappucci | Carrera      | 6h56'36" |
| 2    | Rolf Sørensen      | Ariostea     | a 45"    |
| 3    | Eric Vanderaerden  | Buckler      | a 57"    |
| 4    | D. Abdoujaparov    | Carrera      | s.t.     |
| 5    | Eddy Planckaert    | Panasonic    | s.t.     |
| 6    | Gérard Rué         | Helvetia     | s.t.     |
| 7    | Phil Anderson      | Motorola     | s.t.     |
| 8    | Uwe Raab           | PDM-Concorde | s.t.     |
| 9    | Johnny Weltz       | ONCE         | s.t.     |
| 10   | Andreas Kappes     | Histor-Sigma | s.t.     |